# Rossano Galtarossa
Rossano Galtarossa (Padova, 6 juli 1972) is een Italiaans voormalig roeier. Galtarossa maakte zijn debuut met een elfde plaats in de dubbel-twee tijdens de wereldkampioenschappen roeien 1991. Een jaar later maakte Galtarossa zijn olympisch debuut met een bronzen medaille in de dubbel-vier tijdens de Olympische Zomerspelen 1992. Galtarossa werd wereldkampioen in de dubbel-vier tijdens de wereldkampioenschappen roeien 1994 en 1995. Bij Galtarossa zijn tweede olympisch deelname viel hij met een vierde plek net buiten de medailles. Galtarossa werd voor de derde en vierde op rij wereldkampioen tijdens de wereldkampioenschappen roeien 1997 en 1998. Tijdens de Olympische Zomerspelen 2000 behaalde Galtarossa zijn grootste succes door het winnen van olympisch goud in de dubbel-vier. Vier jaar later won Galtarossa een bronzen medaille in de dubbel-twee tijdens de Olympische Zomerspelen 2004. Op de Olympische Zomerspelen 2008 won Galtarossa de zilveren medaille in de dubbel-vier.

## Resultaten
- Wereldkampioenschappen roeien 1991 in Wenen 11de in de dubbel-twee
- Olympische Zomerspelen 1992 in Barcelona  in de dubbel-vier
- Wereldkampioenschappen roeien 1993 in Račice  in de dubbel-vier
- Wereldkampioenschappen roeien 1994 in Indianapolis  in de dubbel-vier
- Wereldkampioenschappen roeien 1995 in Tampere  in de dubbel-vier
- Olympische Zomerspelen 1996 in Atlanta 4e in de dubbel-vier
- Wereldkampioenschappen roeien 1997 in Aiguebelette-le-Lac  in de dubbel-vier
- Wereldkampioenschappen roeien 1998 in Keulen  in de dubbel-vier
- Wereldkampioenschappen roeien 1999 in St. Catharines 7e in de dubbel-vier
- Olympische Zomerspelen 2000 in Sydney  in de dubbel-vier
- Wereldkampioenschappen roeien 2001 in Luzern  in de dubbel-twee
- Wereldkampioenschappen roeien 2002 in Sevilla  in de dubbel-vier
- Wereldkampioenschappen roeien 2003 in Milaan  in de dubbel-twee
- Olympische Zomerspelen 2004 in Athene  in de dubbel-twee
- Wereldkampioenschappen roeien 2007 in München 4e in de dubbel-vier
- Olympische Zomerspelen 2008 in Peking  in de dubbel-vier
- Wereldkampioenschappen roeien 2011 in Bled 6e in de dubbel-vier

1976: Wolfgang Güldenpfennig & Rüdiger Reiche & Karl-Heinz Bußert & Michael Wolfgramm ·
1980: Frank Dundr & Carsten Bunk & Uwe Heppner & Martin Winter ·
1984: Albert Hedderich & Raimund Hörmann & Dieter Wiedenmann & Michael Dürsch ·
1988: Agostino Abbagnale & Davide Tizzano & Gianluca Farina & Piero Poli ·
1992: André Willms & Hajek & Steinbach & Stephan Volkert] ·
1996: André Steiner & Stephan Volkert & Andreas Hajek & André Willms ·
2000: Agostino Abbagnale & Alessio Sartori & Rossano Galtarossa & Simone Raineri ·
2004: Nikolai Spinev & Igor Kravtsov & Aleksei Svirin & Sergej Fedorovstev ·
2008: Michał Jeliński & Marek Kolbowicz & Adam Korol & Konrad Wasielewski ·
2012: Karl Schulze & Philipp Wende & Lauritz Schoof & Tim Grohmann ·
2016: Karl Schulze & Philipp Wende & Lauritz Schoof & Hans Gruhne ·
2020: Dirk Uittenbogaard & Abe Wiersma & Tone Wieten & Koen Metsemakers ·
2024: Koen Metsemakers & Tone Wieten & Finn Florijn & Lennart van Lierop